# Koštunići
Koštunići (en serbe cyrillique : Коштунићи) est un village de Serbie situé dans la municipalité de Gornji Milanovac, district de Moravica. Au recensement de 2011, il comptait 546 habitants.
La famille de l'ancien premier ministre Vojislav Koštunica est originaire de la région, le nom de Koštunica provenant de celui du village de Koštunići.

## Géographie
Koštunići est situé sur les pentes du mont Suvobor (864 m). Sur le territoire du village, sur le plateau du Suvobor, s'élève le pic de la Ravna gora.

## Démographie

### Évolution historique de la population
| 1948  | 1953  | 1961  | 1971  | 1981 | 1991 | 2002 | 2011 |
| ----- | ----- | ----- | ----- | ---- | ---- | ---- | ---- |
| 1 423 | 1 397 | 1 362 | 1 098 | 932  | 756  | 660  | 546  |

|  |